# Жена Сэйсю Ханаока
«Жена Сэйсю Ханаока» (яп. 華岡青洲の妻, Ханаока сэйсю-но цума; англ. The Wife of Seishu Hanaoka) — чёрно-белый фильм-драма, поставленный режиссёром Ясудзо Масумурой, и вышедший на экраны в 1967 году. Кинолента является экранизацией одноимённого романа японской писательницы Савако Ариёси. Фильм был выдвинут на соискание кинопремии «Кинэма Дзюмпо», однако по результатам голосования  занял лишь 5 место.

## Сюжет
В конце XVIII века молодая девушка Каэ была очень впечатлена Оцуги, женщиной постарше, которую она считала самой красивой женщиной, которую она когда-либо видела. Когда, гораздо позже, эта женщина предложила ей стать возможной женой для её сына, она была вне себя от радости и согласилась. Сначала, пока сын ещё учился на врача, всё шло хорошо, они прекрасно ладили. Но когда сын после обучения вернулся домой, мать проявила себя как чрезвычайно властная, и Каэ обнаружила, что она соперница женщины, которую он любил.
Погруженный в свои исследования, сын, кажется, невосприимчив к этой молчаливой дуэли, происходящей вокруг него. Он находится на грани великого эксперимента, создания общего наркоза для использования во время серьезных операций. Но, чтобы узнать, действительно ли он работает, ему нужен кто-то, кто его испробует. Естественно, и мать, и жена предложили быть себя в качестве первых подопытных. Он принял их обоих, дав матери легкую дозу, а Каэ — гораздо более сильную. В результате его жена теряет зрение, а его мать, узнав об этом, умирает от горечи и шока. Каэ победила, но это никчёмная победа. Тем временем муж продолжает, совершенствует свою медицину, и в 1805 году завершается первая успешная операция под общим наркозом.

## В ролях
- Райдзо Итикава — Сэйсю Ханаока
- Аяко Вакао — Каэ
- Хидэко Такаминэ — Оцуги (мать Сэйсю)
- Юноскэ Ито — отец Сэйсю
- Мисако Ватанабэ — Корику
- Такэтоси Найто — Сахэйдзи
- Яцуко Танами — жена Сахэйдзи
- Тисако Хара — Окацу
- Тиэко Нанива — няня Каэ
- Сабуро Датэ — Рёан Симамура
- Харуко Сугимура — рассказчица (голос за кадром)

## Премьеры
- — 28 октября 1967 года состоялась национальная премьера фильма в Токио[1]
- — в американском прокате с октября 1968 года.

## Награды и номинации
Фильм номинировался на кинопремию журнала «Кинэма Дзюмпо», однако по результатам голосования занял лишь 5 место.